# Diccionario morfológico
Un diccionario morfológico es un archivo que contiene las correspondencias entre las formas superficiales y léxicas de las palabras. Las formas superficiales son palabras encontradas en un texto, en todas sus posibles formas (género, número, tiempo...). La forma léxica es la raíz o lema de las palabras, acompañado de esa información de género, número, etc. En español cantaríamos es una forma superficial, cuya forma léxica sería cantar, verbo, condicional, 1ª persona, plural. Se pueden encontrar dos tipos de diccionarios morfológicos: alineados y no alineados.

## Diccionarios morfológicos alineados
En un diccionario morfológico alineado la correspondencia entre la forma superficial y léxica de una palabra se encuentra alineada a nivel de carácter. En el ejemplo anterior tendríamos: 
(c,c) (a,a) (n,n) (t,t) (θ,a) (θ,r) (θ,<vb>) (a,θ) (r,θ) (í,<cnd>) (a,θ) (m,<1>) (o,<pl>) (s,θ)
donde θ es el símbolo vacío y <vb>, <cnd>, <1>, <pl> se corresponden a verbo, condicional, 1ª persona y plural. 
El primer carácter del carácter del ejemplo sería la entrada (forma superficial) y el segundo la salida (forma léxica). Esta ordenación sería válida para el uso en analizadores morfológicos, donde a partir de una forma superficial obtendríamos su forma léxica. En el caso del uso en generadores morfológicos la ordenación sería al revés.
Formalmente si Σ es el alfabeto de los símbolos de entrada y Γ el de los símbolos de salida, un diccionario morfológico alineado es un subconjunto {\displaystyle A\subset L^{*}} donde:
{\displaystyle L=(\Sigma \cup {\theta })\times \Gamma \cup \Sigma \times (\Gamma \cup {\theta })}
es el alfabeto de todos los posibles alineamientos, incluyendo el símbolo vacío.

## Diccionario morfológico no alineado
Un diccionario morfológico no alineado es simplemente un conjunto {\displaystyle U\subset \Gamma ^{*}\times \Sigma ^{*}} de parejas de palabras de entrada y salida. Un diccionario morfológico no alienado representaría el ejemplo anterior como:
(cantaríamos, cantar<vb><cnd><1><pl>)
Se puede obtener fácilmente un diccionario alineado a partir de uno no alineado.

## Ambigüedades léxicas
En ocasiones puede existir más de una forma léxica asociada a una forma superficial. Por ejemplo canto puede corresponderse a la 1ª persona del singular del presente del verbo cantar, o bien, nombre (singular, masculino). Por ello es necesario una función que relaciona a las cadenas de entradas con sus correspondientes cadenas de salida.
Si definimos el conjunto {\displaystyle E\subset \Sigma ^{*}} de palabras de entrada, siendo {\displaystyle E={w:(w,w')\in U}}. La función que haría la correspondencia sería {\displaystyle \tau :E\rightarrow 2^{\Gamma ^{*}}} definida como: {\displaystyle \tau (w)=w':(w,w')\in U}